# Lliga Hanseàtica
La Lliga Hanseàtica, Hansa alemanya o en llatí Hansa Teutonica era un gremi més o menys solt de comerciants de ciutats de la costa del mar del Nord i Bàltic des de Bruges a l'oest i Königsberg a l'est alemanys al mar Bàltic, amb dependències fins als països escandinaus i Anglaterra. És va crear a mitjan segle xii. A mitjan segle xiv va evolucionar devers una federació més política de ciutats «hanseàtiques», tot i que va ser una associació molt variable, la composició de la qual va canviar sovint per l'atzar polític.

## El mot «hansa»
El mot hanse deriva de l'alt alemany antic hansa, que a l'Alta Edat Mitjana es va convertir en una traducció del llatí cohors (següit, ramat, grup). Significava consorci comercial, gremi de comerciants en general. Hi ha hagut entre d'altres, la hansa flamenca de Londres, la hansa dels xvii ciutats dels Països Baixos del sud i el nord de França. Només més tard el sentit es van restrènyer al consorci més important, la lliga hanseàtica alemanya.
Se'n van derivar paraules com ara hanseàtic, hanseata. A les Disset Províncies, els hanseates es deien oosterlingen, ‘orientals' com que provenien de les zones costenques a llevant.

## Organització i història

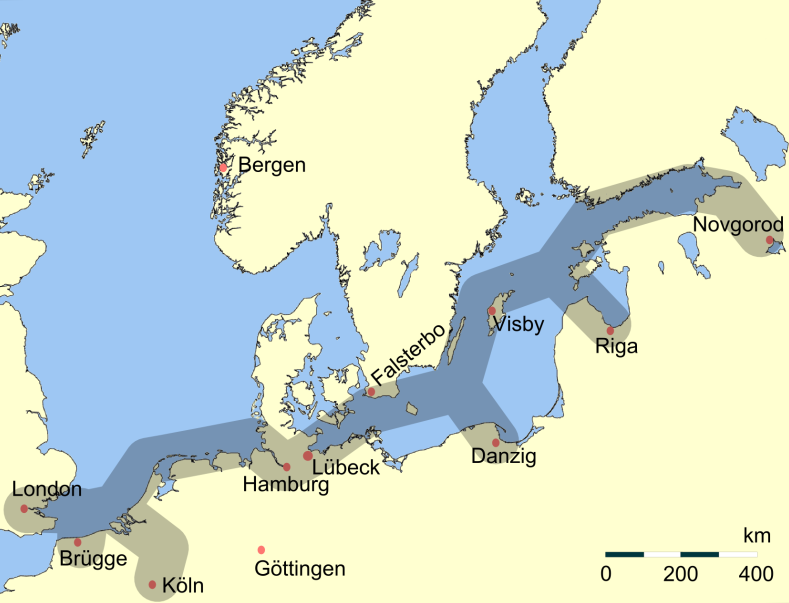
Principals rutes comercials de la lliga Hanseàtica

La Lliga Hanseàtica Alemanya es va desenvolupar al segle XII a partir de les comunitats de comerciants del Bàltic i del Mar del Nord. La fundació de Lübeck, la primera ciutat alemanya del mar Bàltic, l'any 1143 es considera generalment crucial per al desenvolupament de la Lliga Hanseàtica perquè va ser la primera ciutat alemanya del mar Bàltic amb connexions segures amb l'interior i es va convertir així, per dir-ho així, en una "porta d'entrada" per a Comerciants del nord d'Alemanya per al comerç oriental. L'accés al mar Bàltic va permetre el comerç entre les zones riques en matèries primeres del nord de Rússia com gra, fusta, cera, o pells, especialment a través del Principat de Novgorod, i els països d'Europa occidental amb els seus productes acabats com teixits de Flandes i Anglaterra, i vi. Gràcies al comerç, molts petits assentaments a la costa bàltica es van desenvolupar i van esdevenir ciutats puixants i amb el temps van rebre els drets de ciutat com Lübeck en 1160, Rostock en 1218, Wismar, Stralsund, Greifswald, Stettin, Danzig, Elbing. La classe mitjana i els comerciants s'hi desenvolupen i obtenen poder, sense dependre gaire de la noblesa feudal. Des del 1158 es creen els primers gremis per a protegir i fomentar junts els interessos comercials. La cristianització dels escandinaus, que encara dominaven el comerç del Bàltic a principis del segle XII va contribuir a la integració de la mar Bàltica en el comerç europeu. Amb l'accés dels comerciants alemanys al Bàltic, van poder establir una ruta comercial que connectava els importants centres comercials de Novgorod i Bruges gairebé sota la seva influència exclusiva.
Al començament del segle xiii, uns quants mercaders alemanys establerts a l'illa de Gotland, al sud de Suècia, hi van constituir una associació mercantil integrada per Colònia i vint-i-nou ciutats més. L'associació obtingué importants privilegis comercials, especialment a Anglaterra, al comtat de Flandes i a Rússia. El 1230 la Ciutat Lliure de Lübeck i la ciutat d'Hamburg van signar un primer tractat, que garantia la igualtat de drets i la llibertat de comerç en ambdues ciutats. Hamburg com a entrada al mar del Nord i Lübeck al mar Bàltic tenien expertesa i interessos complementaris. La travessia per contornar Jutlàndia era llarga complicada, i la connexió terrestre, era més curta, però empestada de bandolers. Les dues ciutats volien protegir el transport, tot i que la ruta travessava terres on no tenien jurisdicció. Per això van signar un nou tractat de col·laboració el 1241 que va dur a la cooperació no només econòmica, però també de seguretat. La unió Lübeck-Hamburg el 1252 va obrir una oficina a Bruges, al comtat de Flandes. Amb el temps, aquesta oficina va obtenir un paper destacat en la política hanseàtica i Bruges va participar de manera significativa en el desenvolupament de la lliga Hanseàtica. Amb l'ocàs de Bruges, el 1562 la hansa va transferir la seu a Anvers, on van construir una oficina amb magatzems importants. Rostock i Wismar també van signar una aliança amb Lübeck el 1259, per a actuar junts contra els bandits i els pirates. Més tard, els mercaders de Lübeck i d'Hamburg van establir organitzacions mercantils a Londres, on fins aleshores els mercaders de Colònia havien gaudit d'un règim de monopoli.

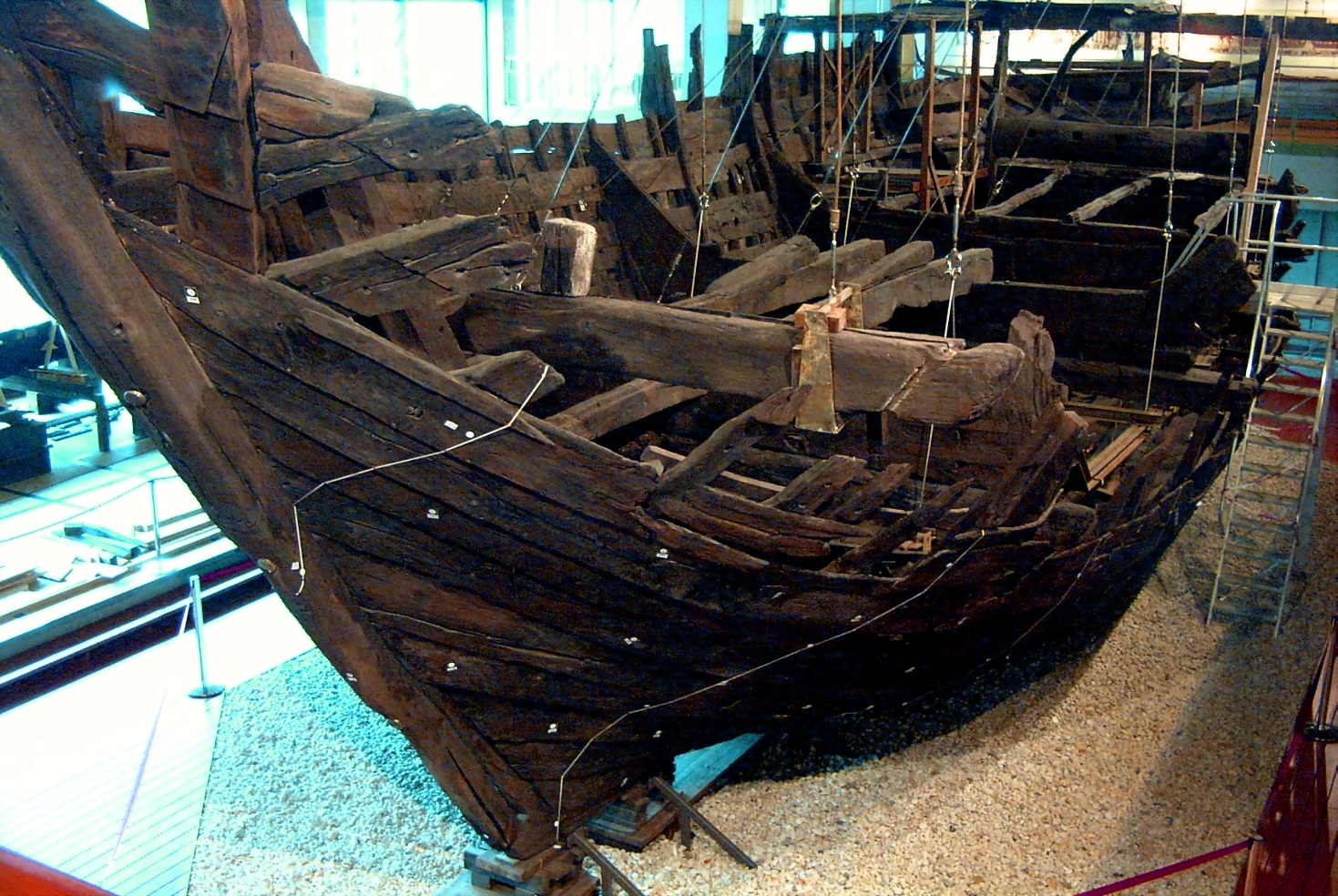
Embarcació del. Museu de Bremerhaven

Bremen i Danzig es van afiliar a l'associació Lübeck-Hamburg i van ser seguides per diverses lligues, entre les quals l'agrupació de ciutats de Westfàlia, de la zona del Rin i de ciutats costaneres de les Disset Províncies, i una altra de ciutats prussianes, lituanes i estonianes. La federació, denominada Hanse el 1343, aviat inclogué al voltant de noranta ciutats. El 1362, la lliga declarà la guerra a Dinamarca en resposta a l'ocupació de Visby, a l'illa de Gotland. Després de la derrota, Dinamarca fou forçada el 1370 a pagar indemnitzacions i a cedir territoris, cosa que augmentà el poder de la lliga. Al segle següent, la lliga creà nous centres mercantils i urbans al nord d'Europa, es van desenvolupar l'agricultura i les tècniques industrials i es construïren canals i carreteres.
La lliga era governada democràticament per una dieta (Hansetag) formada per delegats de les ciutats membres. No va reeixir crear un govern centralitzat, fet que contribuí, amb el pas del temps, a la caiguda de la lliga. La desintegració, iniciada a final del segle xv, s'accelerà per la consolidació d'estats sobirans a Europa, pel descobriment d'Amèrica i pel posterior sorgiment de la supremacia marítima neerlandesa i anglesa. La confrontació entre la lliga i Anglaterra ocasionà la captura de 61 navilis hanseàtics a mans dels anglesos el 1589.
La Guerra dels Trenta anys fou un altre cop a l'organització. Cap al 1630, només Lübeck, Bremen i Hamburg continuaven integrant la lliga. Aquesta unió sobrevisqué 39 anys, durant els quals totes tres ciutats conservaren una independència política nominal i la denominació de ciutats hanseàtiques.
Amb l'ascens d'Adolf Hitler al poder a Alemanya, els privilegis d'aquestes ciutats van ser revocats definitivament el 1934.
Actualment, hi ha una organització amb seu a Lübeck que ha reprès el nom de la lliga Hanseàtica que vol «mantenir viu l'esperit de la lliga Hanseàtica». L'organització constitueix la federació voluntària de ciutats més gran del món, contribuint a la unificació econòmica, política, social i cultural d'Europa. Les ciutats membre es troben per tot el continent, i realitzen diferents activitats, com ara la trobada anual anomenada Hansetag.

## Membres

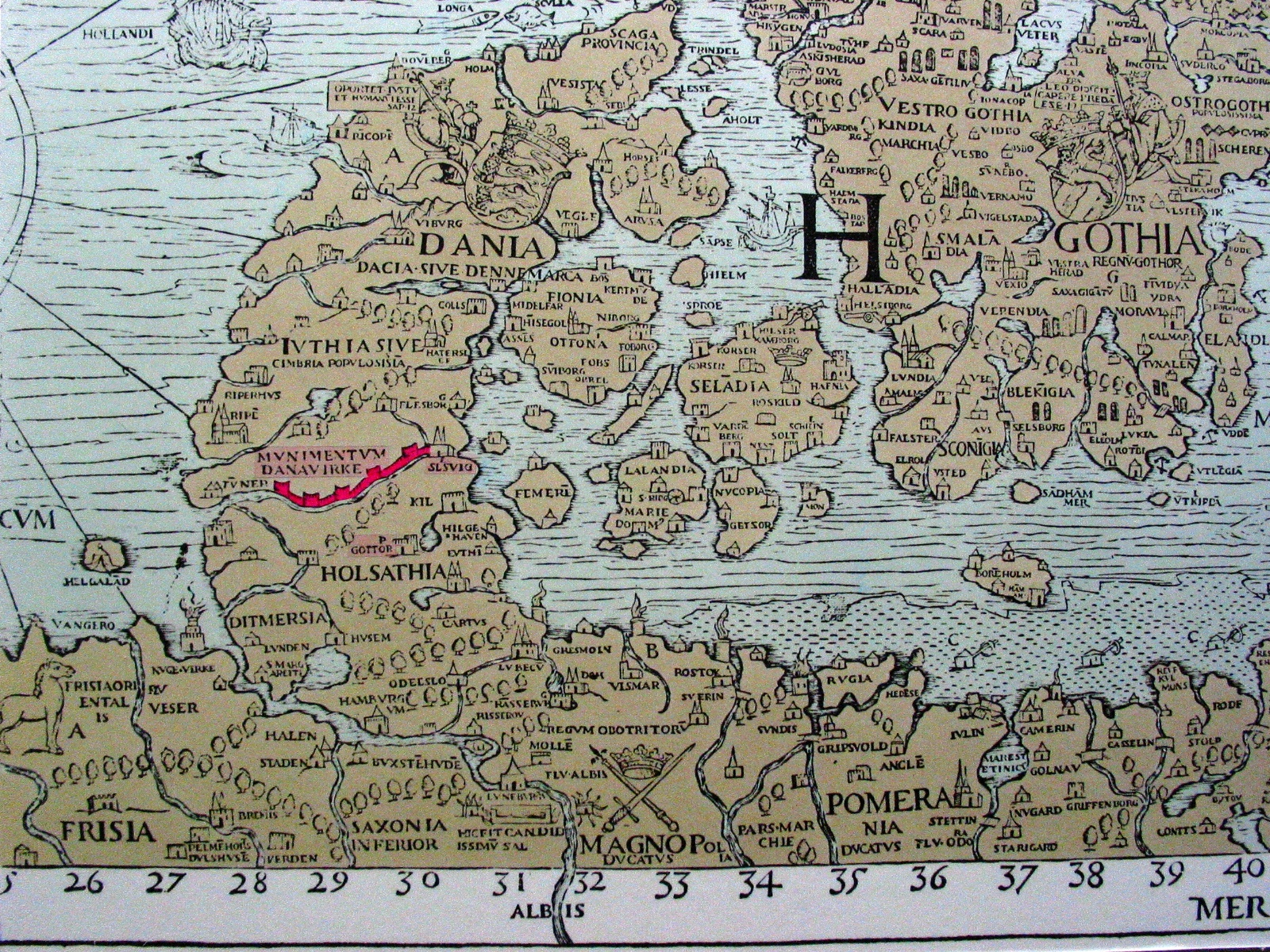
Ciutats del cercle Vèndic i Pomerani

Cercle Vèndic i PomeraniBuxtehude,  Lübeck (ciutat principal),  Hamburg, Lüneburg,  Rostock, Stade,  Stettin (Szczecin),  Stralsund,  Wismar, Kiel
Cercle de Saxònia, Turíngia i BrandenburgBrunswick (Braunschweig, ciutat en cap), Berlín, Brandenburg,  Bremen, Erfurt, Frankfurt de l'Oder, Goslar, Halle (Saale), Magdeburg (ciutat en cap)
Cercle de Polònia, Prússia, Livònia, i Suècia Danzig (Gdańsk, ciutat principal), Breslau (Wrocław), Dorpat (Tartu), Fellin (Viljandi),  Elbing (Elbląg),  Königsberg (avui Kaliningrad), Reval (Tallinn),  Riga, Estocolm, Thorn (Toruń), Visby, Cracòvia (Kraków)
Cercle del Rin, Westfàlia, i Països BaixosDoesburg, Zwolle, Hattem, Hasselt, Colònia, Dortmund, Soest, Osnabrück, Münster, Roermond, Deventer, Groningen, Kampen, Bochum, Recklinghausen, Hamm, Unna, Zutphen, Oldenzaal, Breckerfeld.
Cases comptables

Bryggen a Bergen/Noruega

Oficines principals:: Bergen - Bryggen, Brugge, Londres - Steelyard, Nóvgorod
Oficines subsidiaris: Anvers, Boston (Lincolnshire), Damme, Edimburg, Hoeke, Hull, Ipswich, King's Lynn, Kaunas, Newcastle, Polotsk, Pskov, Gran Yarmouth, York.
Altres ciutats amb comunitat HansaAnklam, Arnhem, Bolsward, Brandenburg, Cesis (Wenden), Chełmno (Kulm), Doesburg, Duisburg, Einbeck, Göttingen, Greifswald, Goldingen (Kuldiga), Hafnarfjord (Hafnarfjörður), Halle, Harlingen, Hannover, Herford, Hildesheim, Hindeloopen, Kalmar, Kokenhusen (Koknese), Lemgo, Merseburg, Minden (Rin del Nord-Westfàlia), Münster, Narwa (Narva), Nimega, Oldenzaal, Paderborn, Pernau (Pärnu), Perleberg, Quedlinburg, Salzwedel, Słupsk (Stolp), Smolensk, Stargard Szczeciński (Stargard), Stendal, Turku (Åbo), Tver, Wolmar (Valmiera), Wesel, Wiburg (Viborg), Windau (Ventspils), Zutphen, Zwolle.